# Escola de Veterinária e Zootecnia da Universidade Federal de Goiás
A Escola de Veterinária e Zootecnia (EVZ) da Universidade Federal de Goiás (UFG) é uma unidade pública de ensino, pesquisa e extensão, localizada em Goiânia.
Desmembrada em dezembro de 1981 da Escola de Agronomia e Veterinária (EAV), a faculdade desenvolve cursos de pós-graduação desde 1995 e é uma das unidades mais antigas do Campus Samambaia, na região norte de Goiânia. Além disso, a EVZ também está a cargo do Hospital Veterinário, uma das unidades de saúde da UFG.